# Schizolobium amazonicum
Schizolobium amazonicum är en ärtväxtart som beskrevs av Adolpho Ducke. Schizolobium amazonicum ingår i släktet Schizolobium och familjen ärtväxter. Inga underarter finns listade i Catalogue of Life.